# 埃尔韦尔赫尔
埃尔韦尔赫尔，是西班牙巴伦西亚自治区阿利坎特省的一个市镇。总面积8km2，总人口3744人（2001年），人口密度468人/km2。